# Hetereucosma
Hetereucosma es un género de polillas de la familia Tortricidae.
Se encuentra en China.

## Especies
- Hetereucosma fasciaria Zhang & Li, 2006
- Hetereucosma fuscusiptera Zhang & Li, 2006
- Hetereucosma rectangula Zhang & Li, 2006
- Hetereucosma trapezia Zhang & Li, 2006